# パラレル・ヴィジョン
「パラレル・ヴィジョン―20世紀美術のアウトサイダー・アート」(Parallel vision: Modern Artists and Outsider Art)とは、ロサンゼルス・カウンティ美術館にて開催され、1992年から翌年にかけて4か国を巡回したアウトサイダー・アートに焦点を当てた展覧会であり、また展覧会に関して出版された書籍名でもある。
以前に、ロサンゼルス・カウンティ美術館における歴史的な1986年の展覧会「芸術における霊的なもの―抽象絵画1890-1985」が開催されており、神秘的かつ超自然的な領域へと芸術家が深く関与し、この領域へ熱中したという証拠が豊富な文献を通じて裏付けられ、霊性や霊的な哲学との結びつきが明らかとなった。画家の内面から湧き出る霊的なヴィジョンからの観点を見直す試みであり、「パラレル・ヴィジョン」展はこの延長にある。こうした企画を行ったモーリス・タックマンは、他にも「アート・アンド・テクノロジー」展など美術史を再解釈する企画で名が知られており、次はアウトサイダー・アートが美術史にとって重要になることを意味していた。
そうして構想されたのが、この「パラレル・ヴィジョン」展であり、アウトサイダーや強迫的幻視者に焦点を当てたが、以前の展覧会と比較して資料は乏しく美術的な関心が払われてこなかったことが判明した。当初、部族のシャーマン的美術やアボリジニの樹皮絵画、アクリル絵画、もちろん精神病院に隔離され完全に阻害された人々の美術を含めようとしていたが、収拾がつかなくなったのか、強迫的幻視者と精神病者の造形に縮小された。そしてその焦点は特に「強迫的幻視者」に当たり、コンパルシヴ（強迫観念にとらわれた）、アントート（教育によらない）、ヴィジョナリー（幻視的）といった特徴のある作家が集められ、ジャン・デュビュッフェがアール・ブリュットと定義した概念と似ていた。アウトサイダー・アートの最も強力な作品は、精神障害を診断された者の作品だという傾向があり、それは一部では知覚体験の変容に基づいており一般に統合失調症との関連で考えられる。この「パラレル・ヴィジョン」展ではマッジ・ギルのような心霊術者の作品も集められた。開催され評判を呼び、ロサンゼルスでは翌1993年から「アウトサイダー・アート・フェア」が開催されるようになり2016年でも続いている。
| ロサンゼルス展 | ロサンゼルス・カウンティ美術館 | 1992年10月18日 - 1993年1月3日  |
| マドリード展   | レイナ・ソフィア国立美術館     | 1993年2月11日 - 1993年5月9日   |
| バーゼル展     | バーゼル・クンストハレ         | 1993年7月4日 - 1993年8月29日   |
| 東京展         | 世田谷美術館                   | 1993年9月30日 - 1993年12月12日 |

「パラレル・ヴィジョン」展は、日本においてアウトサイダー・アートが大規模に展示された最初の展示会であり、このアートのムーブメントに火をつけた。精神科医の斎藤環は、同展でヘンリー・ダーガーが『非現実の王国で』の挿絵としての描いた絵画に、戦う少女による萌えの元祖として出会い一冊の本を書くことになったという。
1993年9月30日より、世田谷美術館は「日本のアウトサイダー・アート」展を開催し、日本における障害者や幻視者の作品が紹介され、小笹逸男、草間彌生（くさまやよい）、古賀春江、坂上チユキ、福村惣太夫、山下清、吉川敏明、渡辺金蔵の作品が展示された。日本へのアウトサイダー・アートの紹介はスポンサーとなった資生堂の支援が大きい。また1993年は（デュビュッフェの）アール・ブリュット・コレクションのジュヌヴィエーヴ・ルーランの協力を得て、アロイーズ展を開催した年でもあり、日本のアウトサイダー・アート元年と言える。世田谷美術館は、1986年の会館当初の「芸術と素朴」展より、今日アウトサイダー・アートと呼ばれる芸術を収集し展示してきたという特徴があった。